# Vittoriale degli italiani
Der Vittoriale degli italiani (deutsch etwa: „Siegesdenkmal der Italiener“) ist ein Museumskomplex in Gardone Riviera am westlichen Ufer des Gardasees in Italien. Er ist der ehemalige Wohnsitz des italienischen Schriftstellers Gabriele D’Annunzio (1863–1938), der das Anwesen ab 1921 unter der Gesamtleitung des Architekten Giancarlo Maroni (1893–1952) gestalten ließ.
Das Gelände umfasst heute neun Hektar und besteht neben den Gebäuden und dem Freilichttheater aus Gärten, Parks, Plätzen und Wasserläufen.

## Geschichte
Am 1. Februar 1921 mietete D’Annunzio die ehemalige Villa des Kunsthistorikers Henry Thode in Cargnacco, einem Ortsteil Gardone Rivieras, die von der italienischen Regierung als Feindgut beschlagnahmt worden war. Zwei Monate später, im April 1921, empfing er dort erstmals den italienischen Politiker und späteren faschistischen Diktator Benito Mussolini. Ende Oktober erwarb er das Anwesen und beauftragte den Architekten Giancarlo Maroni aus Riva del Garda mit dem Umbau der Villa.
Ende 1922 bis Anfang 1923 erweiterte D’Annunzio die Ausstattung um zahlreiche kleine silberne und goldene Tierfiguren von Renato Brozzi (1885–1963) und um eine dornengekrönte Siegesgöttin von Napoleone Martinuzzi. Der Villa gab er den Namen Prioria und den Teil des Gartens, in dem vorher eine Reihe von Gedenksäulen aufgestellt wurden, benannte er Il Vittoriale, eine Bezeichnung, die später für den gesamten Komplex Verwendung fand. Am 22. Dezember 1923 vermachte er den Vittoriale in einer Schenkungsurkunde dem „italienischen Volk“. Finanziell unterstützt wurde er zu dieser Zeit durch die italienische Regierung, von der er im Juni 1924 200.000 Lire für das Manuskript der Gloria erhielt.
In den Jahren 1924 und 1925 trafen die größeren militärischen Ausstellungsstücke ein: Das Flugzeug des Typs Ansaldo S.V.A. 10, mit dem D’Annunzio gegen Ende des Ersten Weltkriegs am Flug über Wien teilnahm, ein MAS, das Vorschiff des Rammtorpedobootes Puglia und ein Wasserflugzeug des Typs SIAI S.16. D’Annunzio erwarb die in der Nähe der Prioria gelegene Villa Mirabella sowie das ehemalige Hotel Washington. Das Gelände wurde um ein kleines Hafenbecken mit dazugehörendem Turm sowie die Anlage Portico del Parente erweitert. Auch die Prioria wurde weiter ausgebaut: Guido Cadorin dekorierte die Stanza del Lebbroso, D’Annunzio schloss die Einrichtung der Stanza della Leda ab und beauftragte die Neugestaltung der Vorderseite des Gebäudes.
Im Juni 1926 wurde ein Institut zur Herausgabe der gesammelten Werke des Dichters gegründet und D’Annunzio erhielt zehn Millionen Lire, womit er den weiteren Ausbau des Vittoriale finanzierte. Es begannen die Arbeiten zum Bau des Archivgebäudes, der Laubengänge und des Schifamondo-Flügels. In den Jahren bis 1929 wurden weitere Zimmer umgestaltet und eingerichtet: das Arbeitszimmer (Officina), das Musikzimmer (Stanza della Musica), das Esszimmer (Stanza della Cheli) und das „Reliquienzimmer“ (Stanza delle Reliquie). 1930 wurde das Gelände auf seine heutige Größe von neun Hektar erweitert.
Bis zu seinem Tod im Jahr 1938 entwickelte D’Annunzio gemeinsam mit seinem Architekten Maroni weitere Pläne, die teilweise erst nach seinem Tod umgesetzt wurden. Das Freilichttheater wurde 1953 fertiggestellt, das Mausoleum 1955 und das Kriegsmuseum im Juni 2000.

## Museumskomplex

### La Prioria
Das Gebäude, La Prioria genannt, war ursprünglich die Villa des Kunsthistorikers Henry Thode. D’Annunzio erwarb es einschließlich Inventar – unter anderem einer 6000 Bände umfassenden Bibliothek, Bildern von Franz von Lenbach sowie einem Steinway-Flügel von Franz Liszt – und ließ es in der Zeit von 1921 bis 1938 ständig weiter ausbauen und erweitern. Die Prioria war bis zu seinem Tod der Wohnsitz D’Annunzios. Der Charakter der Villa wurde dabei komplett verändert. Einer von D’Annunzios Freunden meinte, Henry Thodes alte Villa Cargnacco erinnere an ein „Pfarrhaus“. Von dieser „fast strengen Schmucklosigkeit“ kann nach dem Umbau nicht mehr die Rede sein.

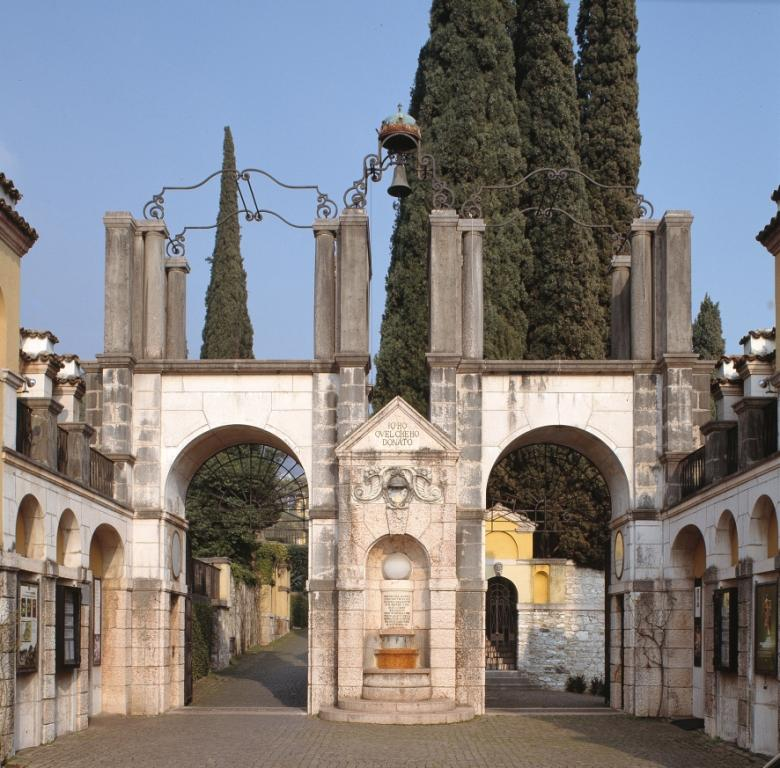
Eingangsbereich
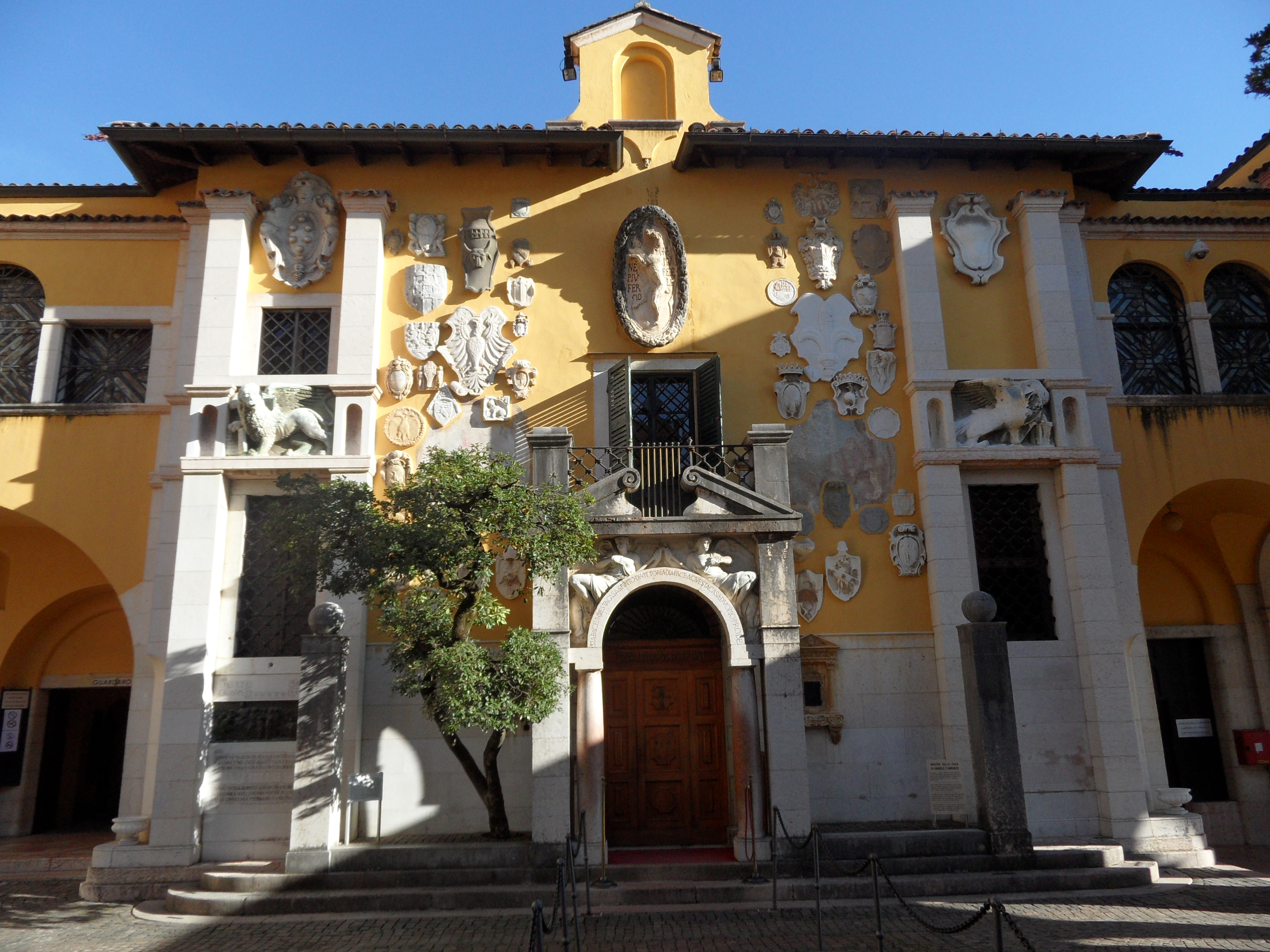
Fassade La Prioria
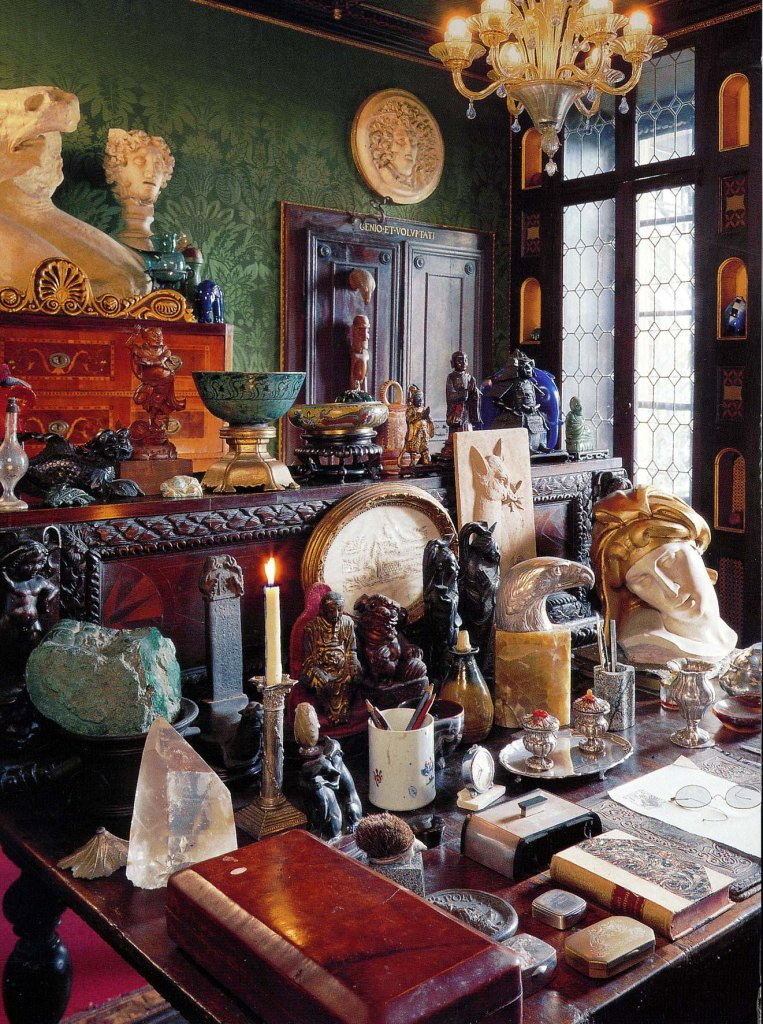
Das Zimmer Zambracca an dessen Schreibtisch D’Annunzio tot aufgefunden wurde
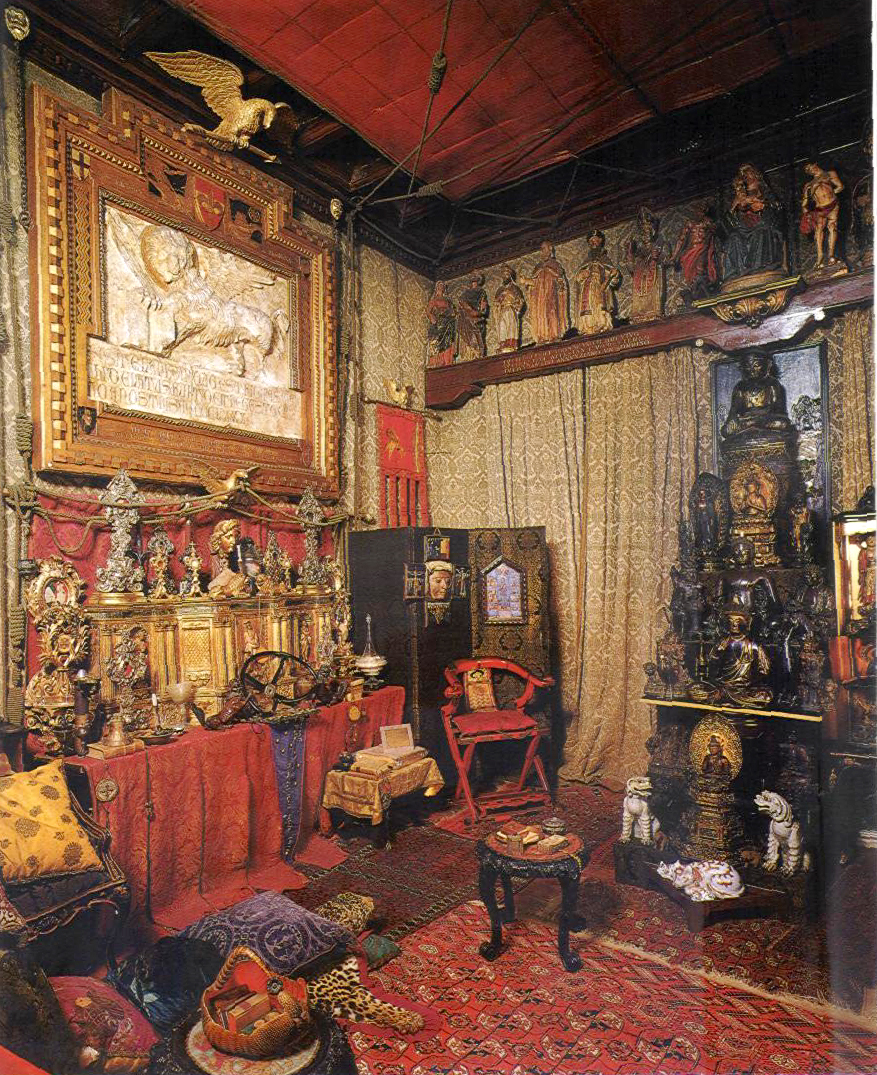
Der „Reliquien-Saal“
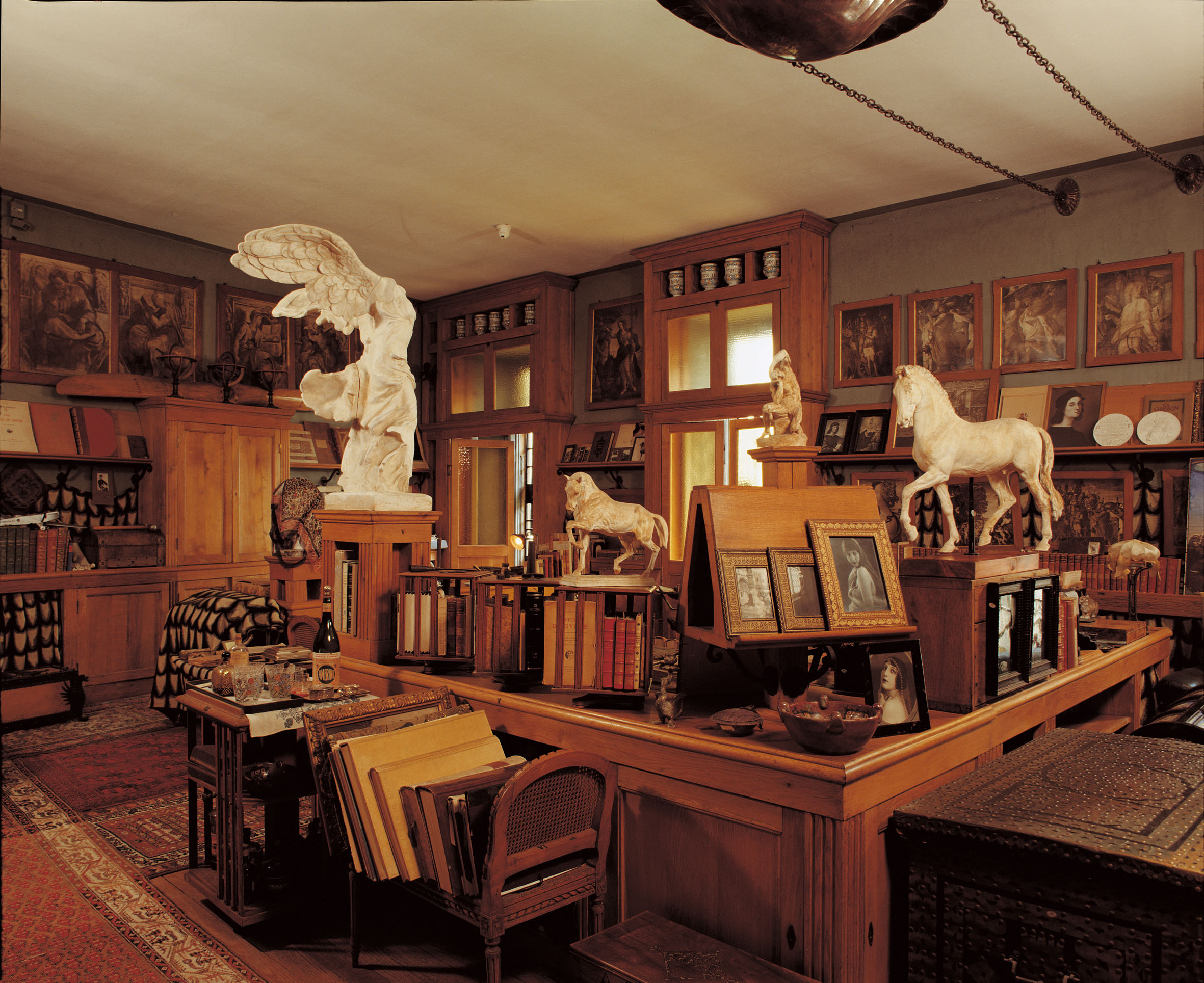
Die „Werkstatt“
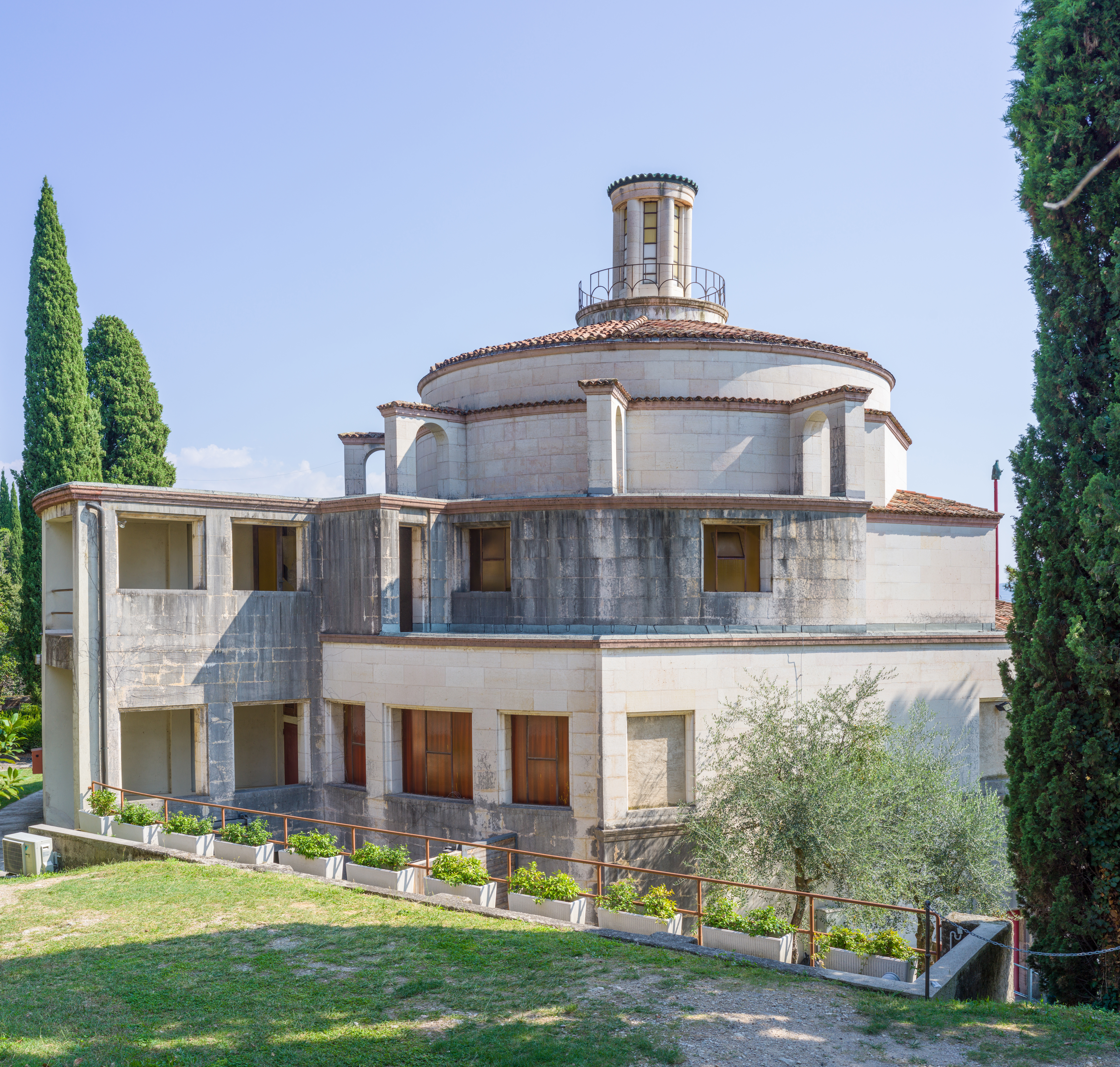
Auditorium

### Mausoleum
Ein Jahr nach D’Annunzios Tod entwarf Maroni 1939 die Pläne für das Mausoleum, das 1955 auf einer Anhöhe des Vittoriale errichtet wurde. Es lehnt sich stilistisch an etruskisch-römische Grabstätten an und greift mit seinen drei konzentrischen, übereinander liegenden Steinrampen Motive aus Dante Alighieris Göttlicher Komödie auf: den Sieg der Demütigen, der Künstler und der Helden. Die dort aufgestellten spätantiken Sarkophage enthalten die sterblichen Überreste der von D’Annunzio so genannten „Helden von Fiume“. Dazu gehören Ernesto Cabruna, Guido Keller und Giuseppe Piffer. Der Sarkophag D’Annunzios steht auf vier Säulen in der Mitte der obersten Plattform, seine sterblichen Überreste wurden 1963 hierher überführt. Im Inneren des Mausoleums befindet sich eine Krypta mit einem bronzenen Kruzifix von Leonardo Bistolfi.

### KriegsschiffPuglia
Die Puglia war ein Rammtorpedoboot und zuletzt als Minenleger klassifiziertes Kriegsschiff der Königlich Italienischen Marine, das D’Annunzio 1923 von der Marine als Geschenk erhielt. Ihr Vorschiff wurde auf 20 Eisenbahnwaggons verteilt angeliefert und bis 1925 unter Leitung von Silla G. Fortunato auf dem La Fida genannten Hang aufgestellt. Auf dem Schiff erinnert eine Gedenktafel an den Kapitän der Puglia Tommaso Gulli, der 1920 bei den im dalmatinischen Spalato ausgebrochenen Unruhen gegen die italienische Besetzung der Stadt zu Tode kam.

### TorpedobootMAS-96
Das Torpedoboot MAS-96 der italienischen Marine war von D’Annunzio in der Nacht vom 10. auf den 11. Februar 1918 beim Kommandounternehmen gegen den österreichisch-ungarischen Marinestützpunkt Buccari benutzt worden. Sie war ein Geschenk von Großadmiral Paolo Thaon di Revel und traf 1923 im Vittoriale ein. Heute steht es in einer Halle, die 1942 von Maroni entworfen und 1958 fertiggestellt wurde. An ihrer Außenwand ist das Motto Memento Audere Semper („Denke daran, immer zu wagen“) zu lesen.  Die Abkürzung „MAS“ steht für Motoscafo Anti Sommergibile („Motorboot zur U-Boot-Bekämpfung“)  bzw. von Motoscafo Armato Silurante („Motortorpedoboot“).

### Kriegsmuseum
Das Kriegsmuseum wurde im Juni 2000 eröffnet und im Juli 2001 um zusätzliche Räume erweitert. Es beinhaltet vor allem Gegenstände, die mit D’Annunzios Kriegserfahrungen verbunden sind, wie beispielsweise sein Propagandaflug am 9. August 1918 über Wien kurz vor Ende des Ersten Weltkriegs, seine Einsätze über Julisch Venetien, Istrien und Dalmatien und die Besetzung der kroatischen Adriastadt Fiume.

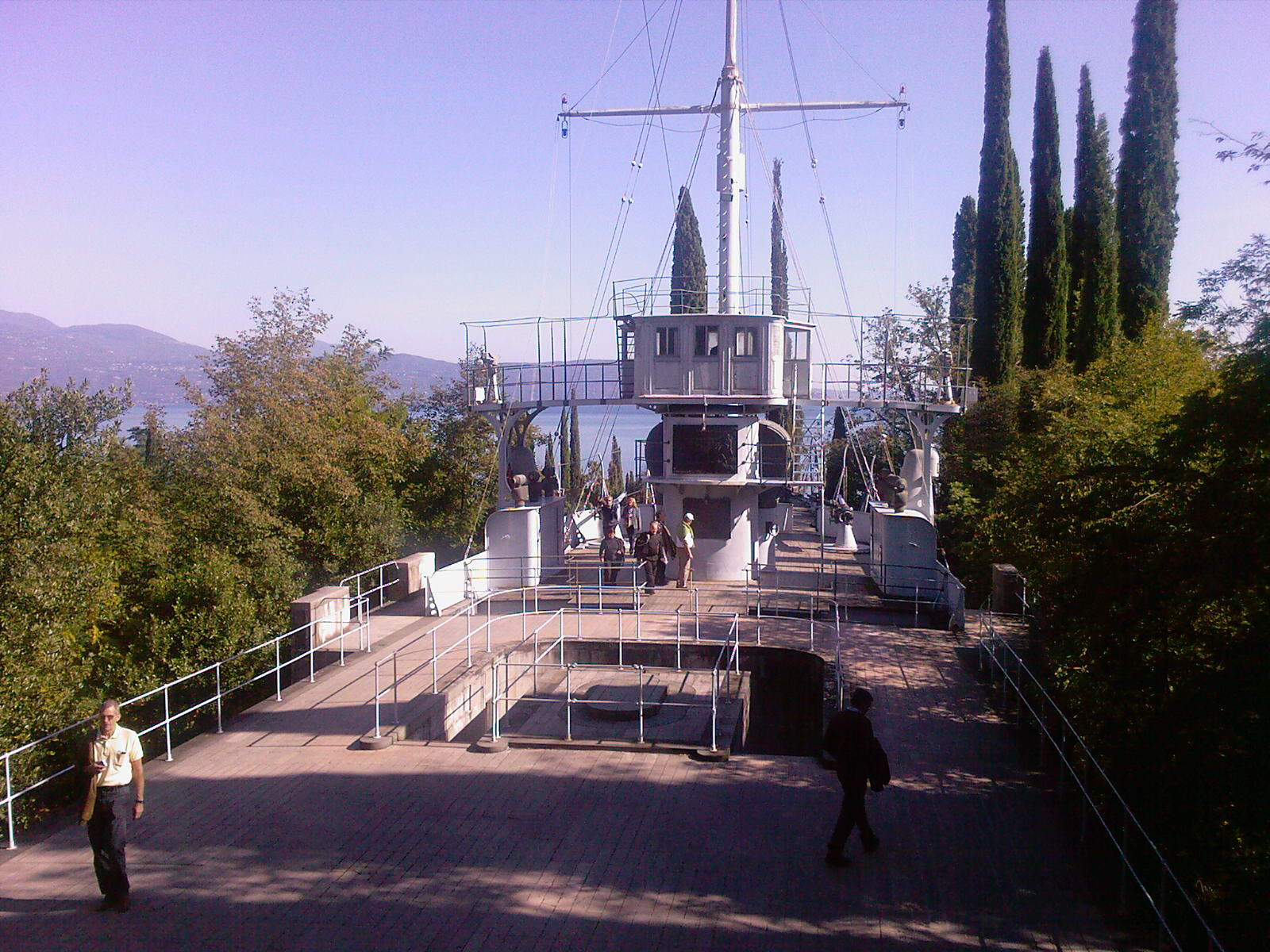
Die Puglia, Kriegsschiff der Regia Marina mit 257 Mann Besatzung
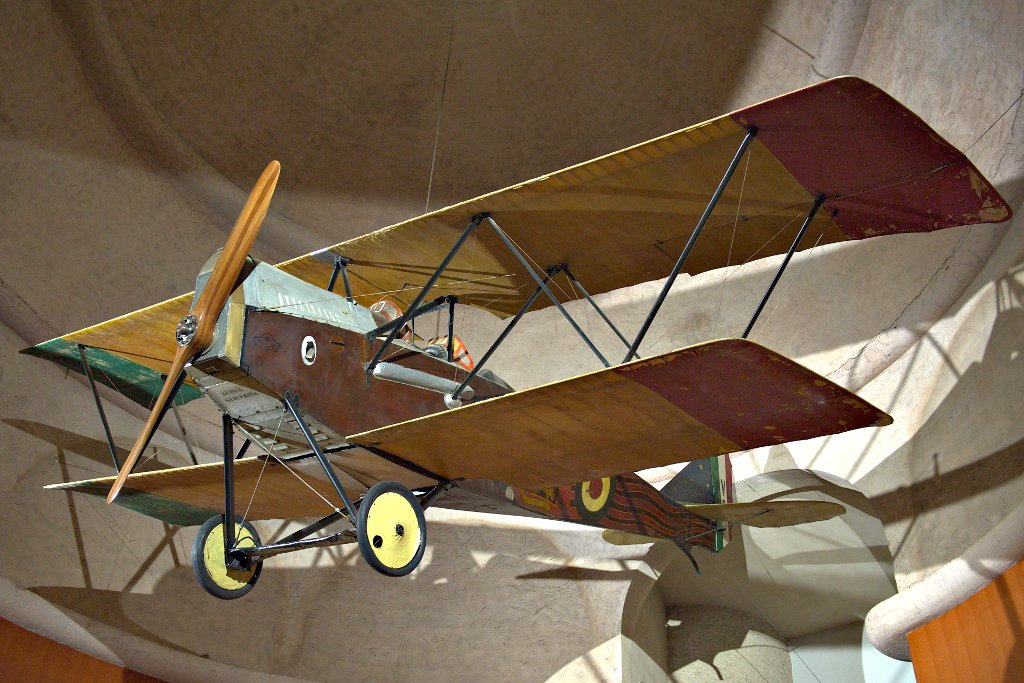
Flugzeug des Typs SVA 10, mit dem D’Annunzio 1918 nach Wien flog
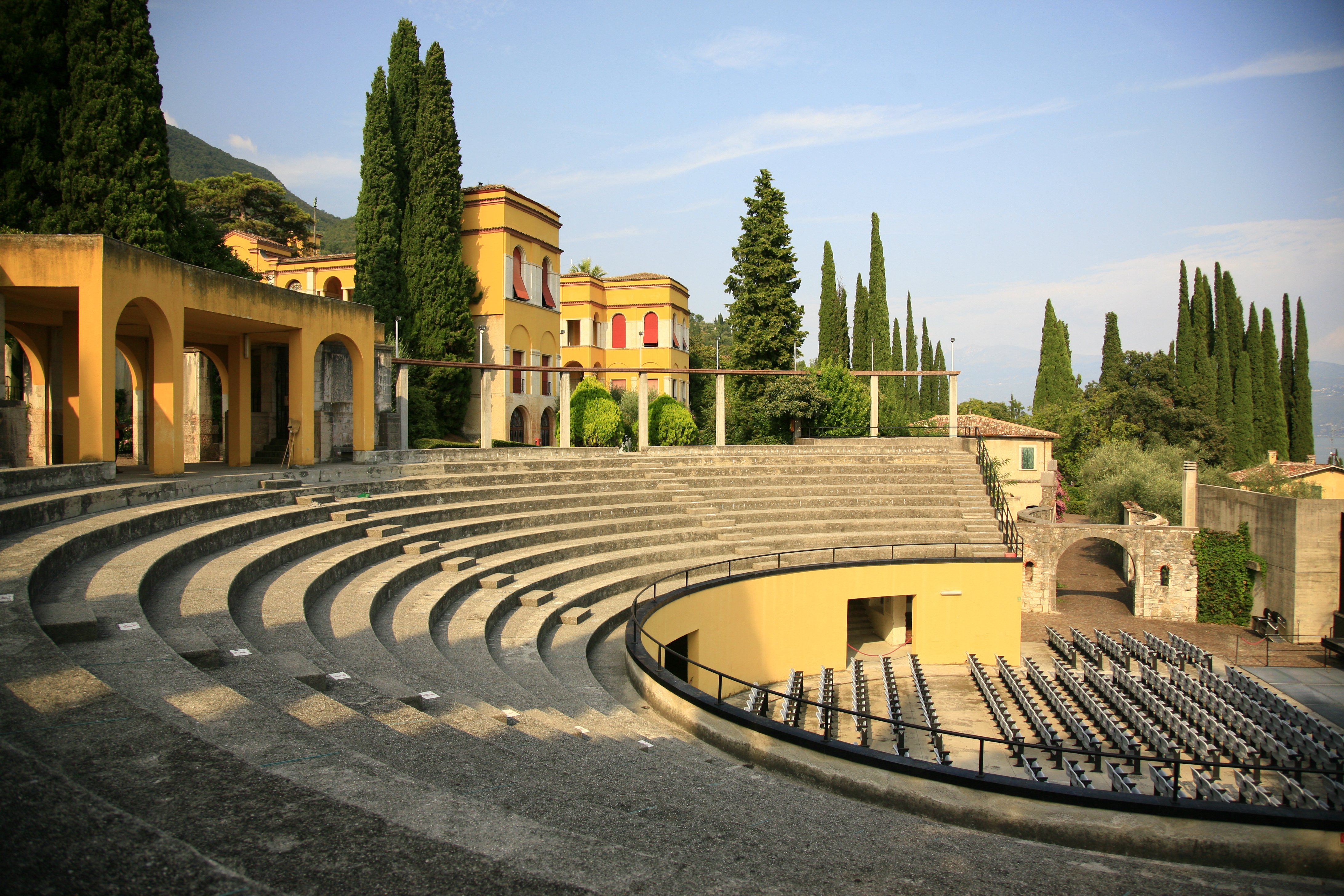
Das Freilichttheater
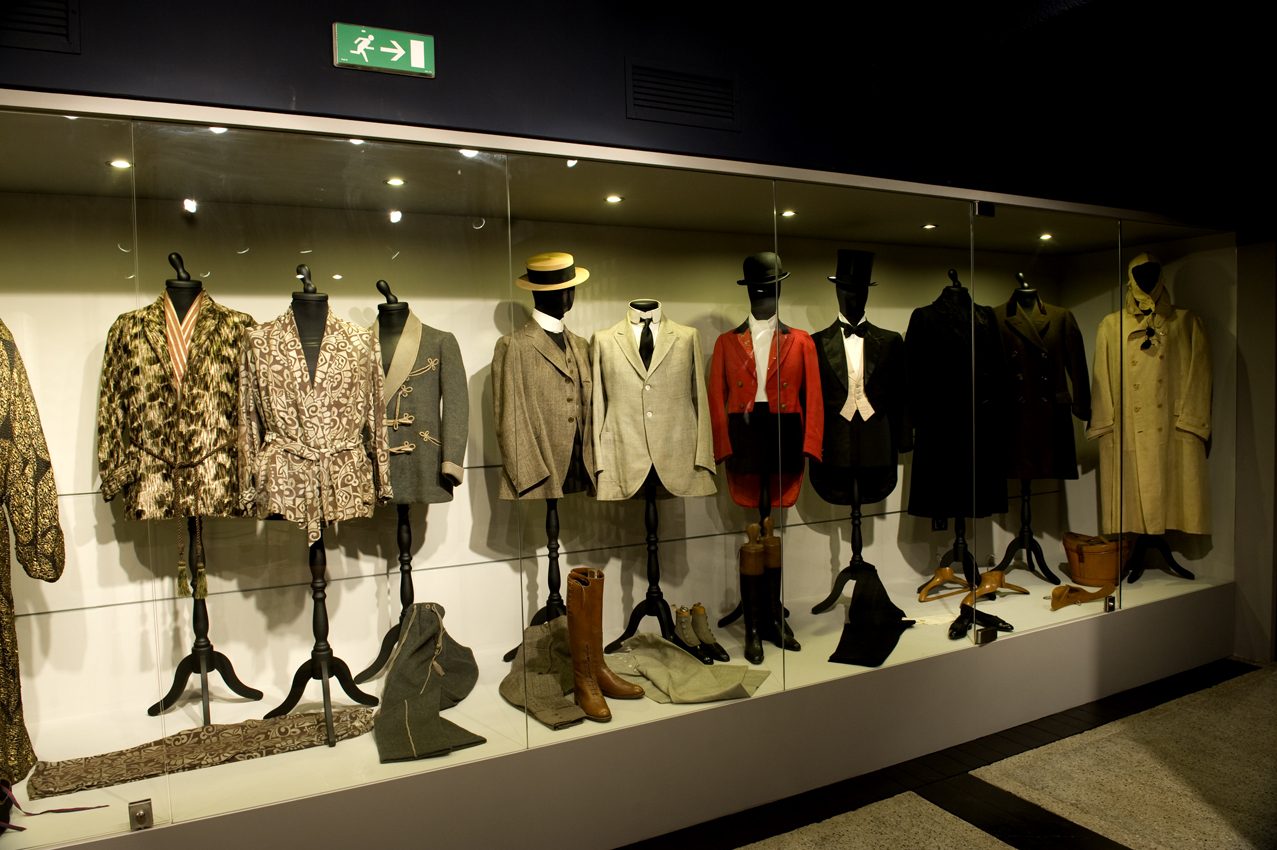
Museumvetrine mit den Kleidern des Vate
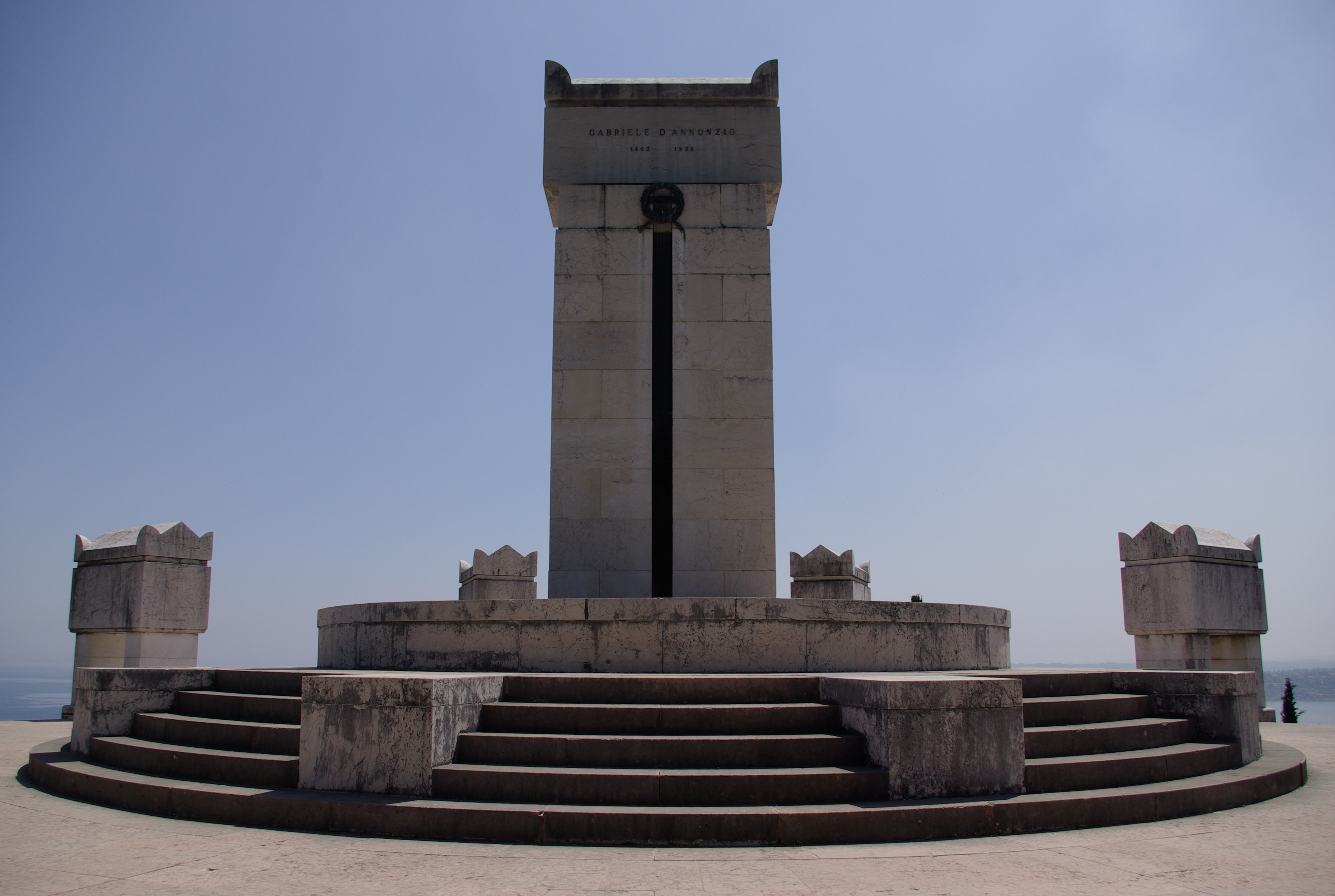
Mausoleum mit dem Sarkophag D’Annunzios

### Freilichttheater
Die ersten Ideen D’Annunzios zum Bau eines Freilichttheaters gehen auf das Jahr 1927 zurück. 1931 unternahm Maroni zusammen mit Renato Brozzi eine Studienreise nach Pompeji und entwarf bis 1938 die Pläne für das von D’Annunzio so genannte Parlaggio, das dem römischen Amphitheater von Pompeii und dem antiken Theater von Taormina nachempfunden ist. Es wurde 1953 fertiggestellt und bietet Platz für 1500 Zuschauer. Jährlich finden hier zahlreiche Aufführungen der unterschiedlichsten Art statt, deren Palette von Ballett und Klassikkonzerten bis zu Jazz- und Rockkonzerten reicht.
Ferner sind zwei Automobile ausgestellt: Ein Isotta Fraschini aus den 1930er Jahren sowie ein Fiat aus der Zeit von 1908 bis 1918.

## Bedeutung
D’Annunzio wird in Deutschland fast nicht gelesen. Seine zeichenhaften politisch-militärischen Aktionen (Wien, Fiume) haben zu wenig praktische Wirkung entfaltet, um in die internationalen Geschichtsbücher einzugehen. In Italien spielen diese Faktoren (D’Annunzio als Dichter, D’Annunzio als Nationalheld) eine Rolle für die Würdigung des Vittoriale, in Deutschland entfallen sie weitgehend.
Abgesehen von politisch-historischen Implikationen ist die weitläufige Anlage zweifellos eindrucksvoll durch ihre Größe und als Zeugnis des exaltierten Dichters Gabriele D’Annunzio: „In diesen Zimmern erzählt er und spricht von sich selbst: literarische Inspiration, Erotik, Heroismus und extremer, dekadenter Ästhetizismus.“
Die mit unzähligen symbolträchtigen Dekorations- und Erinnerungsstücken angefüllte Villa atmet noch den Geist des Symbolismus und des Fin-de-Siècle, auch wenn einzelne Objekte durch ihren Stil (z. B. Art déco) oder ihren militärisch-technischen Charakter deutlich dem 20. Jahrhundert angehören. Sie steht in der Tradition der Villen anderer Künstlerfürsten (in Deutschland denkt man dabei an Richard Wagner, Franz von Lenbach, Franz von Stuck usw.). Die Frage, ob das Kunst oder Kitsch sei, wurde unter dem Einfluss der künstlerischen und architektonischen Moderne lange Zeit im Sinne des Kitsches beantwortet. Erst seit einigen Jahrzehnten erfährt die Kunst des (späten) 19. Jahrhunderts mehr Wertschätzung. Nun ist die Villa so etwas wie ein (spätes) Neuschwanstein des Gardasees, teils bewundert wegen des Ausstattungsluxus, teils Monstrosität aus fernen Zeiten.
Andere Teile des Baukomplexes sprechen eine andere künstlerische Sprache. Insbesondere das Freilichttheater und das Mausoleum, beide später als die Villa entstanden, stehen den marmornen Monumentalbauten aus der Zeit des Faschismus näher. In der Region bietet sich beispielsweise der Vergleich mit dem Siegesdenkmal in Bozen von 1928 oder dem Mausoleum von Cesare Battisti (1935) in Trient an.

## Film
- Heinz Emigholz: D’Annunzios Höhle. Kamera: Irene von Alberti, Heinz Emigholz, Elfi Mikesch, Klaus Wyborny. Produktion: Filmgalerie 451, WDR, 2002/2005.